# 扁鼻丽鱼属
扁鼻麗魚屬，是條鰭魚綱䲁形目麗魚科下的一個屬。

## 分類
本屬屬於褶唇麗魚亞科，目前被認可的種如下：
- 巴氏扁鼻麗魚 Simochromis babaulti
- 橫線扁鼻麗魚 Simochromis diagramma
- 珍珠扁鼻麗魚 Simochromis margaretae
- 緣扁鼻麗魚 Simochromis marginatus
- 胸斑扁鼻麗魚 Simochromis pleurospilus